# Facilitation écologique

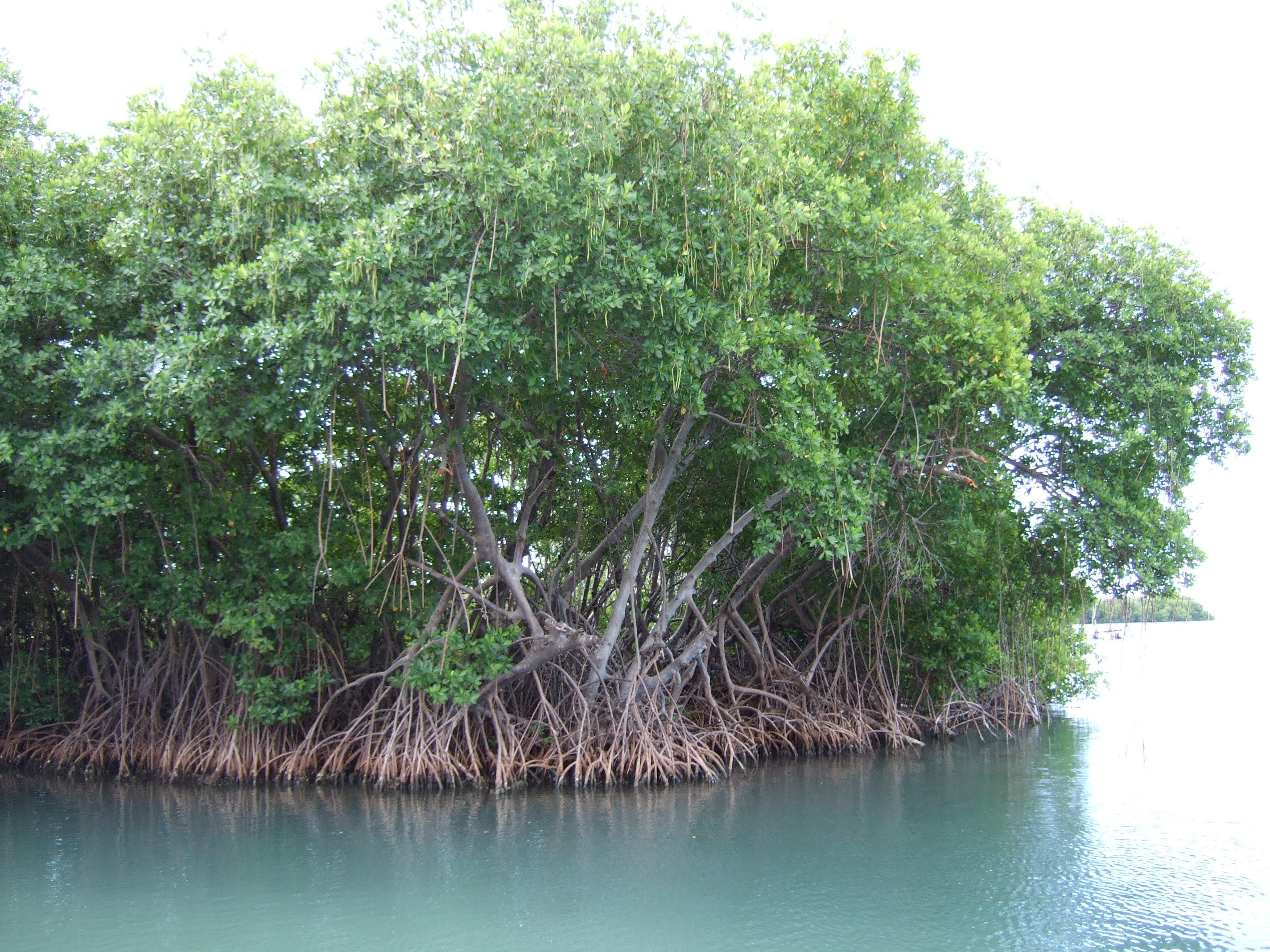
Le palétuvier possède une exceptionnelle adaptation au sel et au vent, véritable récif végétal qui fixe les vases et le trait de côte -- ce qui en fait une espèce à la fois « fondatrice » et « facilitatrice », abritant de nombreuses espèces lui étant plus ou moins inféodées. Le milieu résultant des effets des palétuviers, la mangrove (ici à Porto Rico), est un écotone très particulier, jouant notamment un rôle d'écloserie très important pour diverses espèces.

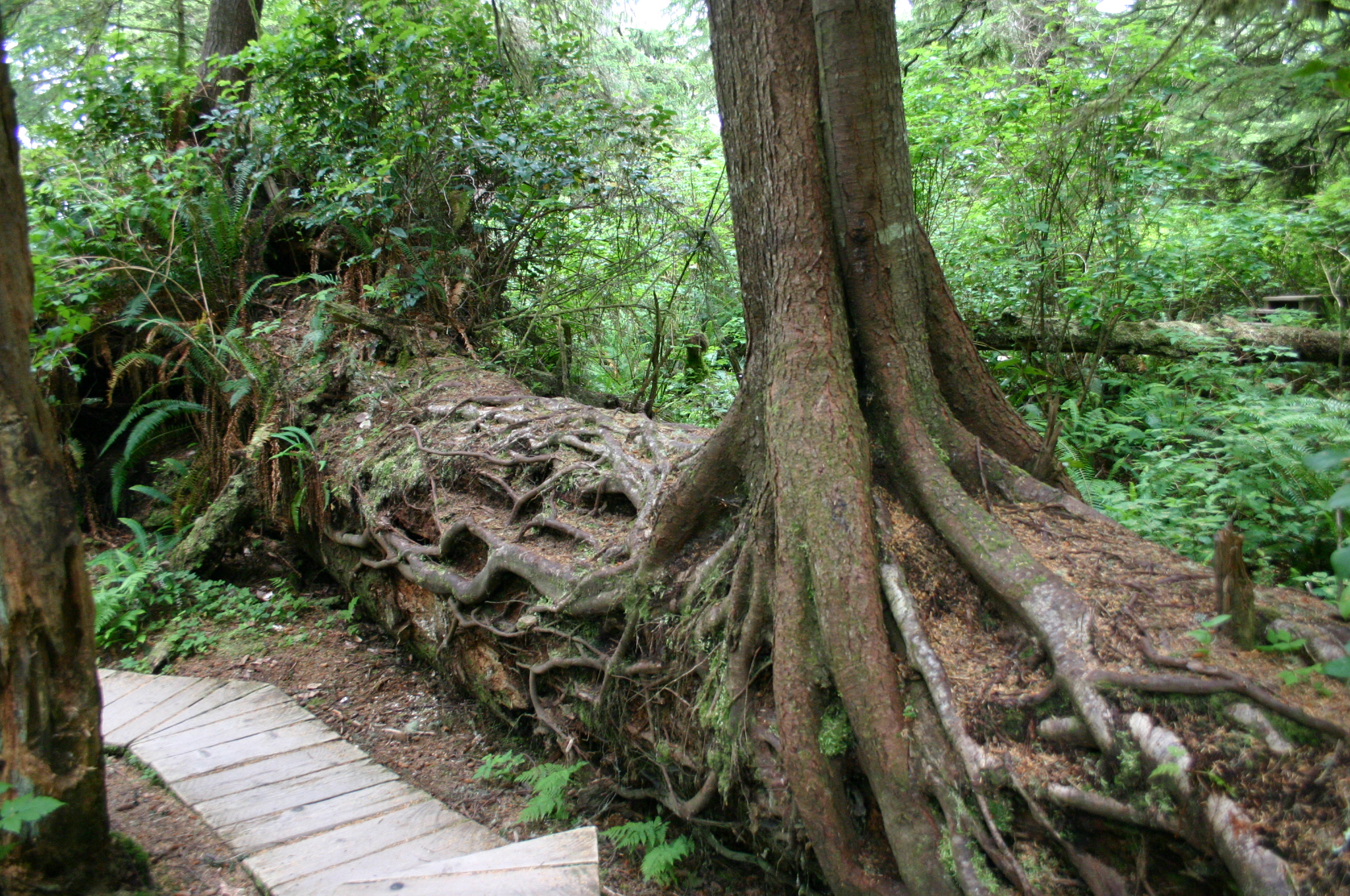
La facilitation peut avoir lieu après la mort de l'individu via le meilleur recyclage de sa nécromasse, avec par exemple le bois mort qui enrichit le sol et l'écosystème, au profit des nouvelles générations d'arbres. Ceci s'observe encore dans les forêts primaires ou à haute-naturalité.
Ici le tronc mort (dit "Nurse log" (tronc-nurserie) est exploité par un jeune arbre qui doit pousser rapidement avant que la trouée de lumière ouverte par le chablis ne se referme.

La facilitation écologique est un type d'interaction biologique durable dans laquelle une espèce ou une population donnée génère des conditions environnementales décisives pour la présence et le maintien d'autres espèces. On parle aussi d'espèce facilitatrice.
On considère qu'il y a facilitation écologique (d'une espèce envers une autre) lorsque sont réunies certaines conditions :
- cette relation profite à au moins l'un des participants sans causer de dommage à aucun d'entre eux ;
- la relation est moins intégrée que dans le cas d'une symbiose, même si on peut parler d'inféodation ;
- le facilitateur affecte considérablement l'environnement, de telle sorte qu'il n'est pas possible qu'existe ledit environnement sans l'action du facilitateur (ex : les coraux forment des récifs où se concentrent les autres espèces animales ; les sols sont issus de la dégradation de la roche-mère sous-jacente par divers microorganismes et en particulier la fonge).

La facilitation joue un rôle essentiel dans la colonisation des environnements nouveaux, difficiles voire hostiles, de renaturation et plus largement dans les phénomènes de résilience écologique. On distingue les espèces espèces pionnières et secondaires, les premières jouant généralement le rôle de facilitateurs écologiques pour les autres espèces, qui prennent parfois le pas sur les espèces pionnières. Il s'agit alors de succession écologique
C'est une relation dont la fréquence et l'importance pourrait avoir, partout, été sous-estimée par les naturalistes des XIXe et XXe siècles. Un enjeu est de mieux la comprendre pour l'utiliser dans les mesures agroenvironnementales, d'agroforesterie et de génie écologique, dont dans la trame verte et bleue quand il s'agit de réhabilitation écologique de milieux dégradés, ou de construction d'écosystèmes à partir d'une structure support abiotique (ex : récif artificiel).
Cet article aborde les mécanismes de facilitation, mais aussi ses effets écosystémiques sur l'écologie des communautés microbiennes, animales, végétales, fongiques et plus largement sur les services écosystémiques.

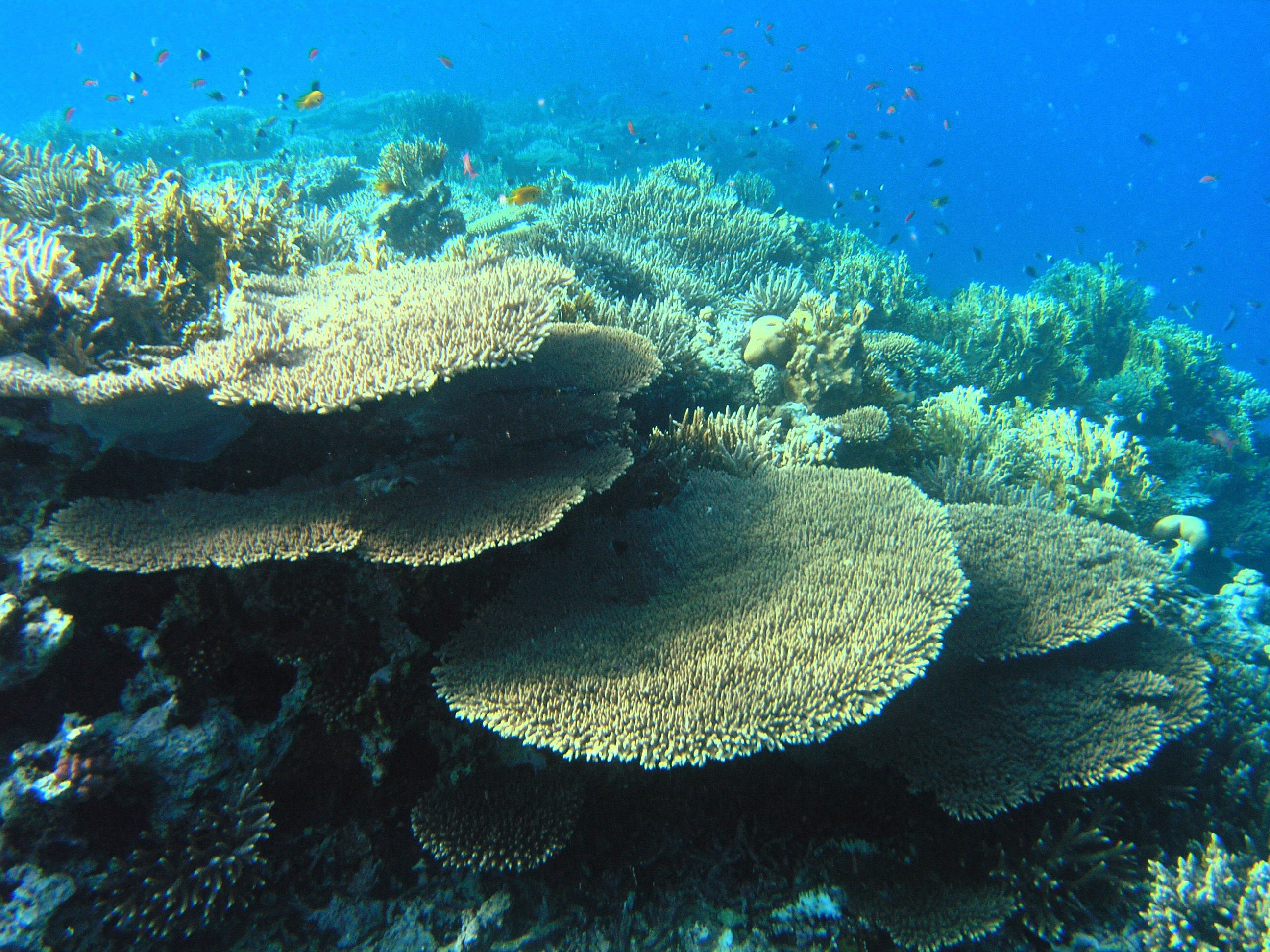
Les coraux (ici en mer Rouge) comptent parmi les espèces facilitatrices sans lesquels de nombreuses autres espèces ne pourraient vivre ni survivre dans les eaux chaudes et pauvres des mers des zones tropicales. Il existe aussi de coraux d'eau froides, moins spectaculaires.

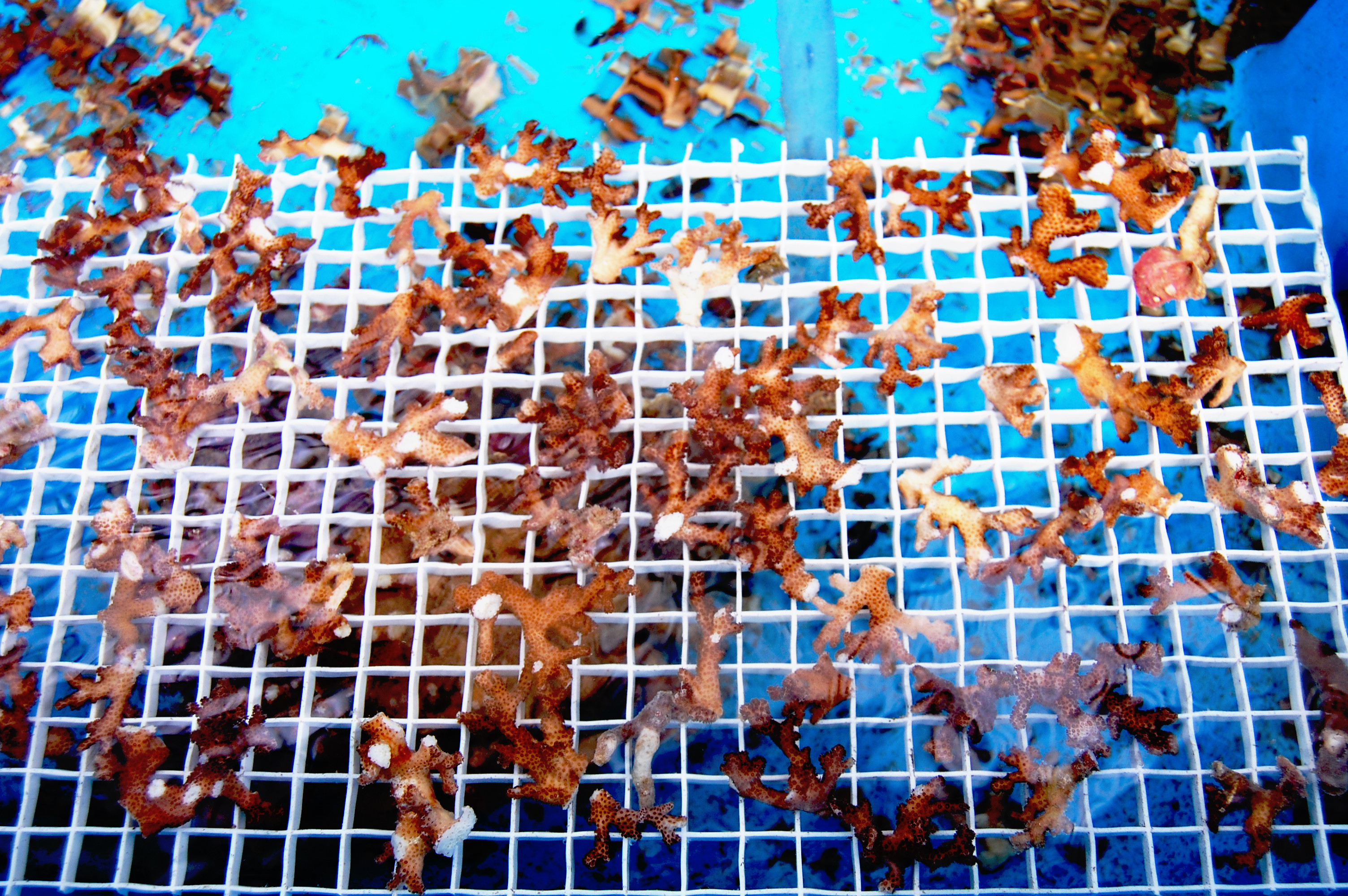
Le principe de la facilitation est utilisé pour de la restauration de récifs coralliens. On cultive ici des branches de coraux (espèces fondatrices) trouvés sur des sites braconnés à l'explosif, pour les réintroduire dans la nature afin de restaurer des récifs protecteurs endommagés par le blanchiment des coraux, certains pêcheurs ou plaisanciers ou par un tsunami.

## Contexte (théorique et académique)
La théorie écologique classique et celle de l'évolution, ainsi que l'organisation des écosystèmes sont souvent perçues par le public et les médias via des relations à connotations « négatives », de limitations et contraintes par la sélection naturelle, la séparation en niches écologiques, les relations prédateur-proie et les dynamiques source-puits au sein des métapopulations.
De même, ce sont les relations de concurrence et compétition qui ont souvent été mises en avant par la formule de « struggle for life » (lutte pour la survie) ; très réductrice par rapport au travail de Darwin.
Pourtant, des interactions à connotations positives existent (dont la facilitation).
Elles font l'objet — depuis plusieurs décennies — d'un intérêt important des écologues,,, notamment dans les environnements contraignants (milieux extrêmes).

## Typologies
Selon les cas, les relations et dynamiques de facilitations pourront être classés parmi deux formes basiques d'interactions durables que sont :
- le mutualisme (quand les deux acteurs en bénéficient, comme dans le cas de la relation plantes-pollinisateurs)[3],[4] ;
- le commensalisme (exploitation non-parasitaire d'une espèce vivante par une autre espèce, sans que la première en souffre, comme dans le cas des épiphytes accueillies par les arbres, qui ainsi échappent à la compétition avec les plantes de la strate herbacée et à certains prédateurs/herbivores)[4].

En réalité, dans la nature, une catégorisation stricte des interactions n'est pas toujours possible, en raison de leur grande complexité.

Par exemple, sur terre, les chances de bonne germination des semences et de survie dans des environnements difficiles sont souvent très améliorées sous une plante dominante ou "nourricière" ("nurse plant" pour les anglophones) ; bien plus que sur un terrain ouvert dans les mêmes conditions, même si la plante facilitatrice pourrait a priori apparaitre concurrente (pour l'espace, la lumière, la ressource),,.

Les arbres facilitateurs sont ainsi souvent des essences pionnières ou des arbres dominants qui offrent une protection contre les UV solaires, le vent, les fortes pluies. Les spores et excréments animaux se déposent à leur ombrage, et ils y enrichissent la litière qui forme alors un humus de qualité. Cet habitat biogénique est favorable à la rétention de l'eau et à la germination d'un grand nombre de plantes ainsi qu'à la vie de communautés fongiques et animales qui ne survivraient pas en plein soleil. Les éléments nutritifs s'accumulent autour des espèces facilitatrices et la biomasse augmente, avec un système « auto-entretenu » (ou « système autocatalytique »).

En zone tropicale, les fougères arborescentes sont facilitatrices des mécanismes de régénération forestière (notamment sur les îles, en présence d'espèces exotiques envahissantes. On a montré à la Réunion que les stipes de fougères arborescentes (Cyathea spp.), offraient un microhabitat nécessaire à la régénération et au développement de nombreuses épiphytes associées (caractérisées par des graines petites et à dissémination anémochore, une photosensibilité et héliophilie marquée) ; sur un hectare de forêt 36,4 % des espèces indigènes s'y régénérant le faisaient exclusivement sur des stipes de Cyathea spp. Certaines hémi-épiphytes après un stade juvénile épiphyte sur les stipes s'enracinent dans le sol. Les auteurs de cette étude recommandent d'intégrer des fougères arborescentes dans les programmes de renaturation et restauration écologique des forêts tropicales.
Les anglophones parlent métaphoriquement de « plante-nurse » pour décrire les arbres facilitateurs sous lesquels la germination et la vie sont favorisées. Ainsi, la relation entre les semis et ces plantes nourricières est a priori de nature commensale. Cependant, une certaine compétition pour les ressources peut favoriser des espèces « profiteuses » au détriment de leurs « bienfaitrices »,.

Le revers de cette situation est qu'il peut aussi parfois y avoir bioaccumulation voire bioconcentration de radionucléides (ex : après Tchernobyl ou Fukushima...), de polluants bioassimilables (notamment dans les milieux acides (où les métaux lourds circulent mieux) et dans certains contextes anthropisés ou accidentels).

## Mécanismes en jeu
Les effets bénéfiques des espèces facilitatrices (sur les autres espèces présentes ou potentiellement présentes) sont de plusieurs nature ; et ces effets interfèrent entre eux, généralement synergiquement et avec des rétroactions positives ;

On observe notamment que les espèces facilitatrices sont habituellement caractérisées par :
- un effet-refuge/abri contre au moins trois types de stress ; agressions physiques des éléments (dont UV solaires souvent), contre la prédation et contre la concurrence ;
- une disponibilité accrue des ressources ;
- (parfois) une facilitation du transport des gènes, propagules ou individus ;
- des effets atténuateurs ou stabilisateurs (« effet tampon ») face à divers évènements (perturbations) ou stress environnementaux.

### «Effet refuge» contre les stress
Diverses études ont confirmé que la facilitation réduit les impacts négatifs d'un environnement stressant,,,.

Par exemple, comme décrit précédemment, les « plantes-nurses » facilitent grandement la germination des graines et la survie d'autres espèces, en améliorant les conditions environnementales locales, c'est-à-dire en diminuant les facteurs locaux de stress.

Une interaction similaire a été étudiée entre l'algue rouge Chondrus crispus qui bénéficie du couvert des touffes de Fucus dans la zone intertidale (étudié en Nouvelle-Angleterre aux États-Unis) ; le taux de survie de l'algue y est plus élevé sous les fucus qu'ailleurs dans la zone intertidale (où les contraintes de température, exposition aux UV et dessiccation sont plus aiguës) ; ici le fucus joue pour l'algue un rôle comparable à celui de la canopée forestière pour les espèces forestière de la strate herbacée).

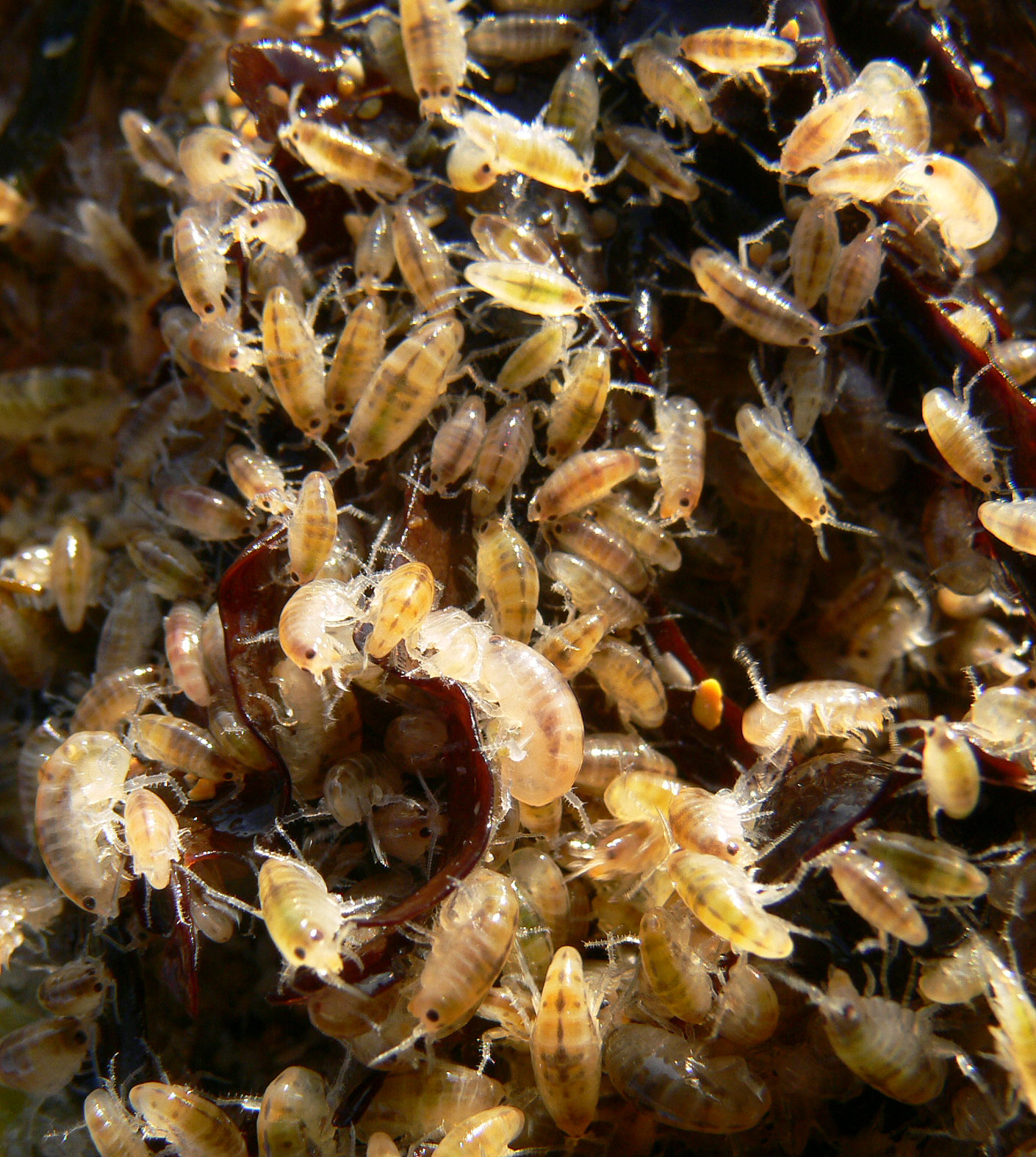
Même morts, les fucus des laisses de mer ont un rôle protecteur et nourricier, ici pour Talitrus saltator (plusieurs milliers d'individus par mètre carré en zones non polluées (au nord du cap de la Chèvre, dans le parc naturel marin de la mer d'Iroise)).
Les talitres sont une proie importante pour les gravelots, hirondelles de rivage, etc.

Comprendre un tel mécanisme est important, car les fucus sont en voie de régression dans toute l'Europe, à priori à cause de facteurs anthropiques (dont réchauffement climatique, pollution, chalutage, pêche à pied...). Même sénescent ou mort, dans les laisses de mer, le fucus joue encore un rôle stabilisateur, nourricier et protecteur pour de nombreuses espèces (Talitrus saltator par exemple, Cf. illustration).
Les exemples précédents décrivent une relation simple et claire de facilitation entre des individus ou des espèces uniques, plus fréquente dans les milieux extrêmes, mais dans les écosystèmes anciens et matures (ex : dans les forêts anciennes, tropicales ou tempérées) la situation la plus commune est celle d'un groupe d'espèces facilitatrices qui profite à beaucoup d'autres ; lesquelles rendent également des services à l'espèce facilitatrice (communautés mycorhiziennes par exemple dans le cas des arbres).
Face à la sècheresse, une étude montre que la facilitation est plus efficace sur une communauté d'espèces diverses qu'en situation de monoculture,
Face aux perturbations…
La théorie laisse entrevoir que la facilitation est plus probable ou plus importante dans les environnements soumis à un stress physique ; dans les environnements favorables, la concurrence pourrait être l'interaction la plus importante entre les espèces,,,.
Les espèces facilitatrices atténuent des stress chroniques, mais aussi des stress aléatoires ou cycliques qui menacent ou affectent des communautés entières (stress que les écologues appelle souvent perturbation écologique et face auxquels la facilitation semble souvent être un puissant facteur de résilience écologique).
Par exemple :
- les racines et feuilles des oyats forment des massifs qui fixent les dunes vives au profit d'autres espèces, tout en leur conservant une certaine mobilité ;
- les cordons de Spartina alterniflora fixant les vases, certaines laisses de mer ou des plages de galets face aux marées, grandes marées et effets des violentes tempêtes littorales. Ce phénomène a notamment été étudié pour la relation spartines ⇔ plages de galets à Rhode Island, aux États-Unis, où l'on a montré que les spartines stabilisent des zones de galets, qui seraient sans elles si perturbées par les marées que peu d'espèces terrestres pourraient s'y établir[10]. Dans ces zones tampons, des plantes annuelles, et pérennes, ainsi que des communautés d'invertébrés peuvent s'installer, bien que ne pouvant — ailleurs — survivre près de la mer au-delà de la limite des laisses de haute-mer. Elles jouent un rôle majeur dans la fixation relative du trait de côte, et pourraient être affectées par une remontée trop rapide du niveau des océans.

Face à un gradient de stress : La facilitation peut aussi advenir, de manière nuancée ou contrastée, dans un même habitat exposé à un stress géographiquement gradué (de faible à élevé avec par exemple l'exposition au froid qui augmente avec l'altitude, l'exposition à la déshydratation qui augmente vers le désert ou l'exposition au sel qui augmente dans un marais avec la proximité de la mer).
Ainsi a-t-on observé le long d'un gradient d'altitude de zones de marais saumâtres (Nouvelle-Angleterre, États-Unis) des effets différents de deux plantes qui sont ou non — selon leur position dans le gradient — facilitatrices ou au contraire dommageables à la diversité et richesse des communautés associées.
Le jonc des prés salés (Juncus gerardii) a amélioré la survie d'une grande herbacée annuelle, Iva annua, dans les zones les plus basses du marais, où la salinité est naturellement plus élevée : le jonc a couvert le sol, ce qui a diminué l'évapotranspiration, ce qui s'est traduit par une diminution de la salinité des sols. Cependant, en amont et à des altitudes plus hautes où la salinité du sol était naturellement moindre, le jonc a limité l'accès du marais aux autres espèces en étant plus concurrentiel pour les ressources disponibles dans ce contexte. Cet exemple montre l'importance de changements subtils des conditions environnementales, qui peuvent avoir au-delà de certains seuils des effets sur toute une communauté.
Comprendre ces relations est important, car le réchauffement climatique et la montée de la mer devraient modifier l'exposition de nombreuses communautés aux facteurs de stress que sont la salinité, la chaleurs et les UV, qui peuvent négativement combiner leurs effets.

### Refuge contre la prédation

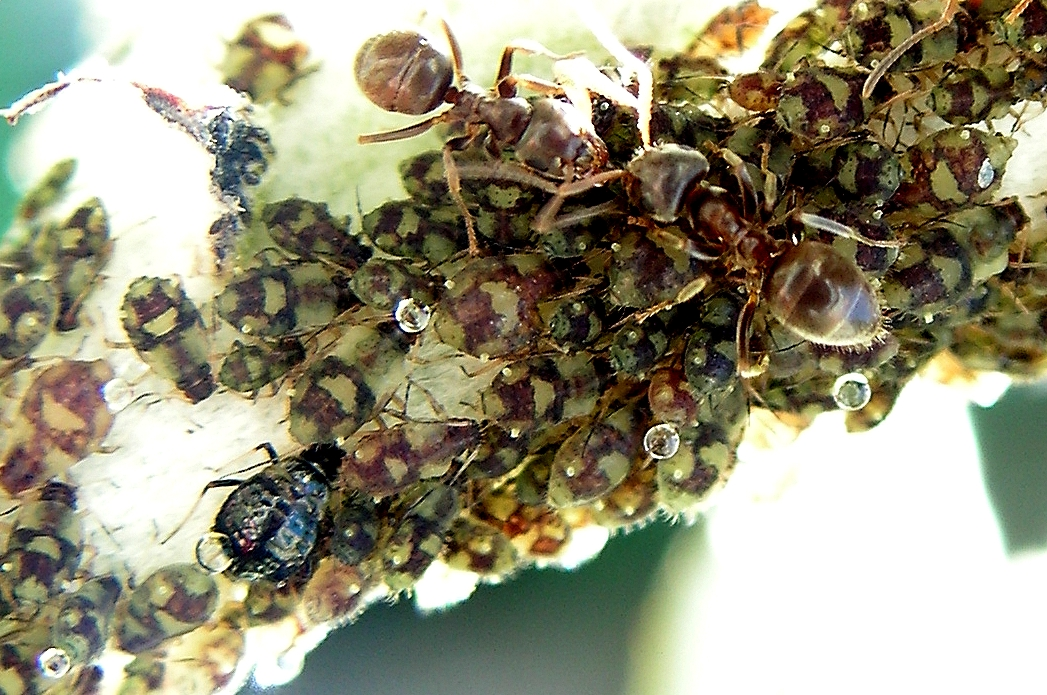
Fourmis récolant le miellat sécrété par des pucerons vivant sur leur plante-hôte.

Un autre des mécanismes de la facilitation est la diminution du risque de prédation pour les individus, ce qui améliorer le nombre de descendants vivants, et par là la productivité de la communauté et du milieu, permettant aux individus d'encore mieux se reproduire, et permettant secondairement à un plus grand nombre d'individus de s'établir autour de l'« espèce facilitatrice », offrant finalement une ressource plus riche et importante aux prédateurs.
Ce processus « amélioratif » peut se poursuivre tant que certaines ressources (oligo-éléments, lumière) ne manquent pas et dans les limites des conditions de milieu (qui doivent convenir à l'espèce facilitatrice).
Les prédateurs eux-mêmes jouent un rôle équilibrant dans le système qui en augmentant l'effort de prédation les empêche de pulluler[pas clair]. D'une certaine manière, ils semblent aussi protéger les espèces facilitatrices d'agressions qui les mettraient en péril (carnivores limitant les pullulations d'herbivores dans le cas des plantes-nurses par ex). À leur échelle les microbes et parasites jouent aussi des rôles importants dans ces communautés.
Ces facteurs combinés semblent limiter à toutes les échelles le risque de surexploitation d'une ressource, tout en améliorant la ressource globale (le moteur de cette amélioration est souvent la photosynthèse, mais la nécromasse peut aussi être secondairement la source d'énergie pour d'autres communautés comme les décomposeurs).
Parfois, la présence d'une plante-nurse pas ou peu comestible (toxique ou garnie d'épines) peut contribuer à repousser les herbivores non spécialisés et ainsi protège les semis et propagules d'autres espèces (et les siens), à la fois contre des stress abiotiques et contre les herbivores. On a montré que dans les environnements terrestres et marins, l'herbivorie diminue quand des espèces comestibles croissent en mélange avec des espèces non comestibles,,, ce qui explique l'existence de véritables « refuges associatifs ». Des interactions complexes de profit mutuel peuvent alors naître ; le mélange d'espèces augmente la confusion pour les herbivores et prédateurs, ; une algue s'accrochant à la carapace d'un crabe qui se déplace (et est ainsi mieux camouflé) peut échapper à certains brouteurs. En Atlantique nord et Est, le ver Eunice norvegica renforce la capacité de coraux froids (Lophelia pertusa) à fixer les minéraux et voit en échange sa capacité métabolique améliorée. En Amérique, le crabe Mithrax forceps mange des algues et se réfugie entre les branches compactes d'une espèce de corail (Oculina arbuscula) : il diminue ainsi la concurrence du corail avec les algues, ce qui améliore la croissance des coraux, qui fournissent en retour plus de refuge au crabe et à d'autres espèces. Un cas un peu similaire est l'interaction entre certains acacias et quelques espèces spécialisées de fourmis (Pseudomyrmex spp.) dans les forêts tropicales d'Amérique centrale : l'acacia fournit aux fourmis des aliments et un abri dans ses épines creuses, et en échange les fourmis le défendent contre les herbivores.
En revanche, un autre type de facilitation entre des fourmis défendant des insectes suceurs de sève (pucerons) en échange d'un miellat sucré peut augmenter la prédation des plantes.

### Refuge contre la compétition

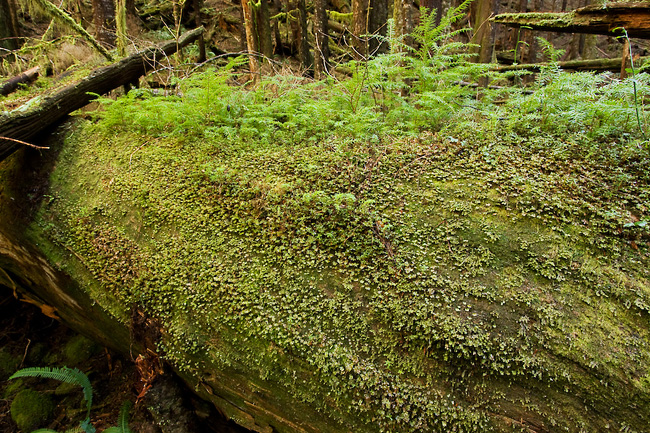
Tronc-nurserie et sa pépinière naturelle.
Ces troncs sont caractéristiques des forêts anciennes ou à haute naturalité (tropicales ou tempérées). Quand les gros vieux arbres meurent naturellement et tombent au-dessus du sol de la forêt, champignons et bactéries transforment peu à peu leur bois qui se gorge alors d'eau (et reste humide, même en période sèche grâce à des substances fongiques et bactériennes mucilagineuses retenant l'eau dans le bois, et par absorption capillaire d'eau.
Ces troncs morts sont un excellent terrain de départ pour les jeunes plants issus du semis naturel. (ici Tsuga heterophylla).
Ces troncs humides couverts de mousse sont nécessaires à diverses espèces comme les salamandres sans poumons (très sensibles à la dessiccation) qui viennent y manger divers invertébrés (limaçons, escargots, insectes, etc.).

C'est un des autres bénéfices potentiels de la facilitation. On l'observe notamment dans l'exemple maintenant familier des « plantes-nurses » qui s'établissent dans des environnements difficiles. À leur ombre, la qualité et l'épaisseur du sol (et de l'humus le cas échéant) s'améliorent, ce qui diminue les besoins de lutte compétitive pour la ressource.
Dans le cas des arbres, les anglophones parlent aussi de tronc-nurserie (nurse logs) pour décrire les troncs morts sur lesquels le taux de germination réussies de graines et de survie à long terme augmente considérablement, au moins en partie à la suite de l'absence de concurrence par les plantes et mousses de la strate herbacée et muscinale.
L'exemple donné plus haut, d'interactions apparemment mutualistes entre un crabe herbivore et un corail, correspond aussi à une offre en refuge pour le crabe, ce qui dans ce cas limite la compétition entre crabe, et entre crabes et autres espèces pour les refuges, compétition qui existerait par exemple sur une roche plate ou sur des coraux aux formes moins complexes. De même, l'herbivorie par les oursins de l'espèce Strongylocentrotus droebachiensis (se nourrissant de kelp, laminaires Laminaria spp.) contribue à protéger les moules (Modiolus modiolus) de la compétition avec le kelp pour l’espace dans la zone subtidale du Golfe du Maine. Les équilibres qui se trouvent entre les communautés se traduisent par les zonations écologiques.

### Disponibilité améliorée en ressources
Cette disponibilité accrue en ressources est souvent, dans un premier temps, liée à la complexification de l'écotone et en offre en structure pouvant recevoir ou habiter d'autres espèces. Cette part du bénéfice induit peut être expérimentalement reproduite avec le principe des récifs artificiels.

Dans un second temps, puis tout au long de la vie de la communauté, la nécromasse, les excréments et excrétats des différentes espèces, le pouvoir d'interception de la structure ainsi constituée contribuent à augmenter le stock de matière organique et des nutriments biodisponibles pour toute la communauté.

Les nouvelles espèces amènent à leurs tours des propagules d'autres espèces, au profit de l'enrichissement de l'écosystème. 
La facilitation peut accroître l'accès à des ressources limitées tels que nutriments profonds, lumière, eau ou substrat.

Le changement est parfois spectaculaires.
Ainsi les épiphytes notamment celles de la canopée profitent d'une lumière qu'elles ne pourraient trouver au sol, et elles sont mieux exposées à la pluie et parfois à la rosée qu'au sol (mais elles sont aussi plus exposées à la déshydratation). En zone tropicale humide, elles servent elles-mêmes souvent de support à d'autres épiphytes plus petites (et ainsi de suite sur plusieurs niveaux parfois) ;
Dans les environnements secs à arides, certaines « plantes-nurses » augmentent la quantité d'eau biodisponible pour les semis, car l'évapotranspiration est réduite pour les autres plantes qui poussent à l'ombre de leur couvert alors qu'elles peuvent elles-mêmes aller chercher de l'eau à des dizaines de mètres de profondeur parfois, en entretenant donc un microclimat un peu plus clément ; leurs racines, en décolmatant le sol facilitent aussi la circulation de l'eau, et la réserve d'eau du sol, tout en limitant l'érosion du sol. Parfois elles peuvent aussi collecter une partie de la rosée qui se forment sur leurs feuilles, troncs, aiguilles...
L'accès aux ressources par l'espèce facilitatrice (puis par d'autres espèces) est en outre souvent dopé par des symbioses ou mutualisme avec des microorganismes (bactéries fixatrices d'azote, champignons mycrorhiziens).
Voici quelques exemples et cas particuliers, de type « symbiotiques » :
Microbiote intestinalC'est une association entre un hôte et de nombreuses espèces de microbes qui s'établit à vie dans le Tube digestif, où la communauté microbienne fournit des vitamines et services utiles à la digestion du bol alimentaire en échange de nutriments. Ici, l'espèce facilitatrice (l'hôte) offre un habitat idéal (ex : circonvolutions, villosités et microvillosités sans cesse renouvelées) pour ces microorganismes. 
Les termites par exemple abritent des bactéries capables de lyser la cellulose ;
LichensCette association d'algues et champignons permet au champignon de bénéficier de nutriments synthétisés par l'algue, qui en retour est protégée de la dessication et des UV par le champignon ;
CorauxCette association entre des animaux constructeurs de récifs et une algue photosynthétique (zooxanthellas) permet, dans des eaux pauvres en nutriments, aux zooxanthellae de fournir des nutriments aux coraux, en échange de l'azote nécessaire à l'algue
MycorhizesL'association a ici lieu entre un champignon et les racines d'une plante. Le champignon facilitate l'acquisition de nutriments (azote notamment) dans un volume de sol bien plus grand, en échange de substances carbonée sous forme de sucres fournis par les racines. Une association équivalente existe dans les mangroves entre certaines éponges et les racines de palétuvier

### Transport
Les pollinisateurs accueillis par une plante facilitatrice permettent une circulation très accélérée et ciblée des gènes, en échange d'une offre en pollen et nectar. Les cavités d'un arbre ancien ou mort peuvent eux-mêmes abriter des nids (ou essaims) ou gîtes d'insectes, d'oiseaux ou chauve-souris pollinisateurs.

Dans d'autres cas, ce sont des propagules (graines en particulier) qui sont transportées par des animaux qui trouvent un habitat dans ou sous les plantes facilitatrices. Le disperseur est actif quand il mange le fruit (Certaines graines ne peuvent germer qu'après passage dans le tube digestif d'un de ces animaux après qu'il a mangé des fruits abritant ces graines) ou passif quand il transporte involontairement des fruits ou propagules,.

En zone tropicale notamment, pour la plupart des arbres et plantes, ces pollinisateurs et disperseurs sont absolument vitaux, car les individus d'une même espèce sont souvent répartis de manière peu dense dans la forêt ou sur des taches d'habitats particuliers non reliées par des corridors matériels. On qualifie parfois les animaux disperseurs de « corridors ambulants ». Des troupeaux d'herbivores utilisées pour la gestion de milieux naturels peuvent — pour partie — jouer ce rôle.

## Aspects synergiques et communautaires
La facilitation — pour des raisons pratiques — est souvent présentée et étudiée au niveau d'interactions relativement simples entre 2 espèces ou quelques espèces, voire entre individus (au sein de ces mêmes espèces).
Pourtant des effets positifs (et étendus) des facilitations sont souvent observables à l'échelle de communautés entières ; avec des impacts majeurs sur la structuration et le développement des communautés dans l'espace et le temps, ainsi que sur tous les niveaux de biodiversité (du gène au paysage), ainsi parfois qu'en matière d'invasivité.

### Structurations spatiales
Beaucoup d'interactions facilitatrices influent — de manière déterminante — la distribution spatiale et temporelle des espèces et des individus.
Comme évoqué précédemment, le transport de propagules de plantes et d'autres espèces par des disperseurs animaux le long de leurs corridors de déplacement et de migration influe sur le taux de colonisation (ou recolonisation post-perturbation) de sites plus ou moins éloignés, et sur leur position géographique, avec des impacts directs sur la distribution et la dynamique des populations des espèces de plantes (non activement mobiles),,, avec des structures en réseaux, ou en ceintures et en taches (patchs), souvent nettement visibles, vu du ciel (ou de satellite) dans le cas des cours d'eau ou des étangs et zones humides.

Les motifs (patterns) de ces taches et réseaux résultent aussi des exigences et conditions limites de vie des espèces facilitatrices (ex : conditions de profondeur pour les récifs coralliens et les plantes palustres), mais certains organismes facilitateur bioconstructeur (« Espèces fondatrices » notamment) ont une certaine capacité à s'adapter en modifiant leur environnement : Par exemple, un récifs corallien s'élève avec le niveau marin (si cette montée n'est pas trop rapide) tout comme certaines tourbières accompagnent en s'épaississant la lente remontée de niveau d'une nappe. 
Des espèces ingénieures comme le castor jouent aussi un rôle essentiel dans certains écosystèmes, dans ce dernier cas en augmentant la taille et le volume des masses d'eau retenue sur un bassin versant, et par suite le linéaire de rives, l'écotone rivulaire (le linéaire de berges) ou encore l'alimentation des nappes (Cf. Loi de Darcy).
Le plus souvent la facilitation écologique permet d'abord de coloniser des espaces et volumes inaccessibles sans les espèces facilitatrices, soit en raison d'un stress environnemental, soit simplement par manque de substrat ou manque de support physique. Dans le cas correspondant au manque de substrat, la communauté (plantes épiphytes et espèces en dépendant par exemple) s'installe et se développe autour d'une ou quelques espèces fondatrices qui organisent et structurent ainsi la distribution spatiale de nombreuses autres espèces.

Dans d'autres cas ce sont les sédiments, du sable ou des galets qui sont stabilisés par une espèce fondatrice (ex Spartine), dont la première installation peut être en partie due au hasard des circonstances (graine ou propagule s'installant au bon moment sur un substrat favorable).
Une espèce facilitatrice peut aussi faciliter l'évolution d'un type d'écosystème (pionnier) à un autre (plus complexe), c'est ce que semblent avoir fait des plantes légumineuses (telles que les Prosopis) dans l'écorégion sèche et désertique du Tamaulipan mezquital (sud du Texas), permettant l'établissement d'herbacées nécessitant plus d'azote puis de boisements maigres. À l'ombre des Prosopis qui fixent l'azote, d'autres espèces s'installent et survivent mieux que les sols périphériques très pauvres en nutriments. Les Prosopis agissent ici comme des plantes-nurse en permettant les semis d'autres espèces, permettant la transition de la prairie maigre à un système de type savane arborée, habitat lui-même susceptible d'abriter un plus grand nombre d'espèce, le manque d'eau restant néanmoins ici un facteur très limitant.

### Diversité
La facilitation augmente la diversité intracommunautaire (définie dans ce contexte comme le nombre d'espèce formant la communauté), notamment parce qu'elle y diminuant les interactions de compétition, mais aussi par une offre enrichie en habitats et niches écologiques.
Par exemple les Moules de la zone intertidale diminuent certes la diversité des premiers occupants de l'espace (espèces sessiles), mais elles augmentent la diversité spécifique de la communauté, en déplaçant le potentiel concurrentiel important d'espèces sessiles telles qu'algues et Cirripèdes. L'observation in situ montre qu'un plus grand nombre d'espèces d'invertébré est effectivement associé aux tapis de moules que quand il s'agit d'autres occupants du même espace . Et la diversité spécifique (total des espèces présentes) est plus élevée quand les moules sont présentes (peut être aussi en raison de leur capacité à filtrer l'eau de mer).

Toutefois, l'effet de facilitation sur la diversité pourrait aussi être parfois inversé ; quand la facilitation crée une position dominante compétitive qui exclut plus d'espèces qu'elle ne permet l'installation d'autres.

### Invasivité
La facilitation du développement d'espèces exotiques introduites, soit par des espèces indigènes soit par d'autres espèces non-indigènes peut augmenter le potentiel d'invasivité d'une communauté, ou faciliter l'installation d'espèces non-indigènes dans une communauté.
L'examen de 254 études publiées sur les espèces introduites a conclu que 22 des 190 interactions étudiées entre les espèces introduites dans les études étaient des relations de facilitation. Et les auteurs notent que 128 des 190 interactions examinés étaient de type prédateur-proies impliquant un unique insecte herbivore, et rapportées par une unique étude.
Des plantes introduites peuvent voir leur reproduction « facilitée » par des pollinisateurs indigènes, et être diffusés par des disperseurs locaux, et même bénéficier de mycorhizateurs locaux.
L'évaluation environnementale du potentiel invasif d'un être vivant (éventuellement génétiquement modifié ; OGM) dans un écosystème ou agrosystème donné devrait donc prendre en compte les interactions facilitantes possibles avec les espèces locales ainsi qu'avec d'autres espèces invasives ou introduites déjà présentes.
D'un certain point de vue, l'humain par ses déplacements, par ses aménagements et par les nombreuses espèces qu'il a transféré d'une région et d'un continent à l'autre, est l'espèce qui a joué le plus grand rôle de facilitateur pour les espèces aujourd’hui dites « envahissantes ».

## Conclusions et perspectives
La facilitation est au XXe siècle peu à peu apparue comme un processus écologique important, notamment dans les situations de stress important, qui demandent encore des travaux de recherche pour être mieux intégré dans la théorie écologique, et notamment dans la théorie de la sélection naturelle, ainsi que dans celle des niches écologiques.

En effet, la facilitation a - au niveau des communautés vivantes - des effets structurants voire déterminants, en grande partie résultant de la somme des effets des interactions individuelles ; En améliorant la dispersion (et donc l'accès aux ressources), en fournissant une protection contre le stress, contre la prédation et la concurrence, la facilitation peut avoir un impact majeur sur de nombreuses communautés, sur leur diversité mais aussi l'invasivité de certaines espèces ou communautés.
Mieux comprendre les mécanismes de facilitation à tous les niveaux (du gène au biome et à la biosphère en passant par l'espèce, la population, la communauté, et l'écosystème), pourrait être utile, par exemple pour favoriser une agriculture et sylviculture plus proches de la nature, plus résilientes et peut-être beaucoup plus efficace et sûre face aux changements climatiques, à la désertification, salinisation, déforestation, aux incendies, ou encore face aux épidémies et invasions biologiques, ou encore pour améliorer l'efficacité des techniques de génie écologique.